# Thulani Hlatshwayo
Thulani Hlatshwayo (Soweto, 18 de dezembro de 1989) é um futebolista profissional sul-africano que atua como defensor.

## Carreira
Thulani Hlatshwayo representou o elenco da Seleção Sul-Africana de Futebol no Campeonato Africano das Nações de 2015.